# Kipkirui Misoi
Pour les articles homonymes, voir Kipkirui.
Kipkirui Misoi (né le 23 octobre 1978 à Bomet (Kenya)) est un athlète kényan spécialiste du steeple.

## Biographie
En 1996, il est vice champion du monde junior du 3 000 mètres steeple à Sydney.
Il remporte en 1999, les Jeux Africains de Johannesbourg sur cette même distance.

### Palmarès
| Date | Compétition                   | Lieu          | Résultat | Épreuve         | Performance   |
| ---- | ----------------------------- | ------------- | -------- | --------------- | ------------- |
| 1996 | Championnats du monde juniors | Sydney        | 2e       | 3 000 m steeple | 8 min 33 s 31 |
| 1998 | Jeux du Commonwealth          | Kuala Lumpur  | 3e       | 3 000 m steeple | 8 min 18 s 24 |
| 1999 | Jeux Africains                | Johannesbourg | 1er      | 3 000 m steeple | 8 min 32 s 42 |

### Records
| Épreuve              | Performance   | Lieu      | Date         |
| -------------------- | ------------- | --------- | ------------ |
| 3 000 mètres steeple | 8 min 01 s 69 | Bruxelles | 24 août 2011 |